# Löhmar
Löhmar ist ein Gemeindeteil der Stadt Schwarzenbach am Wald im Landkreis Hof (Oberfranken, Bayern). Der Ort liegt in der Gemarkung Löhmar.

## Geografie
Das Dorf befindet sich in nordwestlicher Hanglage auf einer Hochfläche, die zwischen den Tälern der Wilden Rodach im Südosten und der Zegast im Nordwesten liegt. Eine Gemeindeverbindungsstraße führt nach Schwarzenstein (2,5 km nordöstlich). Ein Anliegerweg führt nach Zuckmantel (0,5 km nordöstlich).

## Geschichte
Zur Realgemeinde Löhmar gehörten Löhmarmühle, Oberleupoldsberg, Schmölz, Schübelhammer, Überkehr, Unterleupoldsberg, Viceburg und Zuckmantel. Gegen Ende des 18. Jahrhunderts bestand Löhmar aus 16 Anwesen. Die Hochgerichtsbarkeit sowie die Dorf- und Gemeindeherrschaft hatten das bayreuthische Verwaltungsamt Schwarzenbach am Wald, das Rittergut Schwarzenstein, Rittergut Schwarzenbach und das Rittergut Lippertsgrün gemeinsam inne. Grundherren waren das Verwaltungsamt Schwarzenbach (3 Gütlein) und das Rittergut Schwarzenstein (Oberes Schloss: 2 Frongüter, 1 halbes Frongut, 5 Häuser; Unteres Schloss: 4 Frongüter, 1 Tropfhaus).
Von 1797 bis 1810 unterstand Löhmar dem Justiz- und Kammeramt Naila. Nachdem im Jahr 1810 das Königreich Bayern das Fürstentum Bayreuth käuflich erworben hatte, wurde der Ort bayerisch. Infolge des Ersten Gemeindeedikts wurde Löhmar dem 1812 gebildeten Steuerdistrikt Bernstein zugewiesen. Zugleich entstand die Ruralgemeinde Löhmar. Zu dieser gehörten die Orte Hühnergrund, Löhmarmühle, Oberleupoldsberg, Oberschmölz, Schübelhammer, Überkehr, Unterleupoldsberg, Unterschmölz und Zuckmantel. Sie war in Verwaltung und Gerichtsbarkeit dem Landgericht Naila zugeordnet und in der Finanzverwaltung dem Rentamt Lichtenberg (1919 in Finanzamt Lichtenberg umbenannt, seit 1955 Finanzamt Naila). Ab 1862 gehörte Löhmar zum Bezirksamt Naila (1939 in Landkreis Naila umbenannt). Die Gerichtsbarkeit blieb beim Landgericht Naila (1879 in Amtsgericht Naila umgewandelt). Die Gemeinde hatte 1964 eine Gebietsfläche von 4,806 km². Am 1. April 1971 wurde die Gemeinde Löhmar im Zuge der Gebietsreform in Bayern nach Schwarzenbach am Wald eingemeindet.

### Einwohnerentwicklung
Gemeinde Löhmar
| Jahr      | 1819  | 1840   | 1852   | 1855   | 1861   | 1867   | 1871   | 1875   | 1880   | 1885   | 1890   | 1895   | 1900   | 1905   | 1910   | 1919   | 1925   | 1933   | 1939   | 1946   | 1950   | 1952   | 1961  | 1970   |
| Einwohner | 332   | 465    | 530    | 545    | 551    | 505    | 509    | 503    | 534    | 483    | 459    | 482    | 466    | 456    | 430    | 396    | 382    | 339    | 314    | 376    | 326    | 305    | 265   | 228    |
| Häuser    |       |        |        |        |        |        | 65     |        |        | 67     | 65     |        | 63     |        |        |        | 70     |        |        |        | 66     |        | 68    |        |
| Quelle    | [ 6 ] | [ 10 ] | [ 10 ] | [ 10 ] | [ 11 ] | [ 12 ] | [ 13 ] | [ 14 ] | [ 15 ] | [ 16 ] | [ 17 ] | [ 10 ] | [ 18 ] | [ 10 ] | [ 19 ] | [ 10 ] | [ 20 ] | [ 10 ] | [ 10 ] | [ 10 ] | [ 21 ] | [ 10 ] | [ 7 ] | [ 22 ] |

Ort Löhmar
| Jahr      | 001799 | 001819 | 001861 | 001871 | 001885 | 001900 | 001925 | 001950 | 001961 | 001970 | 001987 | 002020 |
| Einwohner | 75     | *138   | 171    | 154    | 159    | 146    | 119    | 106    | 84     | 70     | 65     | 31     |
| Häuser    | 13     |        |        |        | 24     | 23     | 24     | 21     | 23     |        | 25     |        |
| Quelle    | [ 23 ] | [ 6 ]  | [ 11 ] | [ 13 ] | [ 16 ] | [ 18 ] | [ 20 ] | [ 21 ] | [ 7 ]  | [ 22 ] | [ 24 ] | [ 1 ]  |

## Religion
Löhmar ist seit der Reformation evangelisch-lutherisch geprägt und bis heute nach Schwarzenbach am Wald gepfarrt.